# Cantón de Toucy
El cantón de Toucy era una división administrativa francesa, que estaba situada en el departamento de Yonne y la región de Borgoña.

## Composición
El cantón estaba formado por catorce comunas:
- Beauvoir
- Diges
- Dracy
- Égleny
- Fontaines
- Lalande
- Leugny
- Levis
- Lindry
- Moulins-sur-Ouanne
- Parly
- Pourrain
- Toucy
- Villiers-Saint-Benoît

## Supresión del cantón de Toucy
En aplicación del Decreto n.º 2014-156 de 13 de febrero de 2014, el cantón de Toucy fue suprimido el 22 de marzo de 2015 y sus 14 comunas pasaron a formar parte doce del nuevo cantón de Cœur de Puisaye, una del nuevo cantón de Auxerre-1 y una del nuevo cantón de Vincelles.